# جائزة الأميرة نورة للتميز النسائي
جائزة الأميرة نورة للتميز النسائي جائزة سعودية سنوية تقدمها جامعة الأميرة نورة بنت عبد الرحمن تكريماً وتقديراً للإنجازات المتميزة للمرأة السعودية في مختلف المجالات. وجاء قرار مجلس الوزراء رقم (345) وتاريخ 1436/7/22هـ بالموافقة على استحداث "جائزة الأميرة نورة بنت عبدالرحمن للتميّز النسائي"، وانطلقت الدورة الأولى عام (2017م - 1438هـ).

## أهداف الجائزة
- التعريف بإنجازات المرأة السعودية وتسليط الضوء عليها.
- تقدير المتميزات والمبدعات.
- دعم الأعمال العملية والنظرية النسائية المميزة.
- تحفيز الأجيال الجديدة من النساء على الإسهام الجاد في التنمية الشاملة.[3]

## مجالات الجائزة
- العلوم الصحية.
- العلوم الطبيعية.
- الدراسات الإنسانية.
- الأعمال الفنية.
- الأعمال الاجتماعية.
- المشاريع الاقتصادية.[4]